# BRC
BRC – międzynarodowy standard bezpieczeństwa żywności opracowany w 1998 roku przez British Retail Consortium (Wielka Brytania). Stanowi zbiór zaleceń i wytycznych dla firm działających w sektorze spożywczym, w szczególności dla hipermarketów (głównie brytyjskich) oraz producentów żywności pod markami własnymi (tzw. private labels). Uzyskanie certyfikatu BRC dla całej linii produktów lub konkretnego wyrobu ma potwierdzać, że produkt przeszedł specjalistyczne testy i inspekcje, spełnia normy jakościowe i jest bezpieczny dla konsumentów.

## Standard BRC
Zgodnie z brytyjską ustawą o bezpieczeństwie żywności, wszystkie firmy działające w sektorze spożywczym – w tym detaliści – zobowiązane są do zachowania należytej staranności na każdym etapie działalności: od opracowania receptur, przez produkcję, po dystrybucję, marketing i sprzedaż. Przestrzeganie tych zasad jest weryfikowane podczas niezależnych inspekcji przeprowadzanych przez organy państwowe.
Standard BRC obejmuje wymagania wobec uczestników łańcucha dostaw, jednostek certyfikujących oraz audytorów. Certyfikacja BRC wymaga spełnienia szczegółowych kryteriów, wysokiego poziomu zgodności, zaangażowania kierownictwa, skutecznego zarządzania ryzykiem oraz kontroli kluczowych procesów i produktów.
Wymagania BRC wobec firm sektora spożywczego obejmują m.in.:
- posiadanie systemu HACCP;
- opracowaną dokumentację systemu jakości (m.in. księga jakości, polityka jakości, schemat organizacyjny, zakresy odpowiedzialności, opis surowców i wyrobów gotowych);
- wdrożenie zasad dobrej praktyki produkcyjnej (GMP) oraz dobrej praktyki higienicznej (GHP);
- opisy metod pakowania, dat przydatności oraz środków zapobiegających zanieczyszczeniom;
- zasady higieny, w tym przechowywania odzieży ochronnej;
- szkolenia personelu z wdrożonych procedur[1].

## Wersje BRC
Standard BRC jest regularnie aktualizowany i rozszerzany o nowe wymagania oraz procedury. Wdrożenie systemu BRC wymaga bieżącego szkolenia pracowników i kadry zarządzającej, w tym pełnomocników ds. jakości oraz audytorów. Nowe wersje publikowane są zazwyczaj w styczniu i wchodzą w życie po sześciu miesiącach.
- BRC 6 – opublikowany 1 stycznia 2012 roku; obowiązywał do 30 czerwca 2015. Wprowadzał zmiany w zakresie audytowania, systemu ocen oraz dokumentacji bezpieczeństwa żywności.
- BRC 7 – opublikowany 1 stycznia 2015; obowiązuje od 1 lipca 2015. Wersja znana jako BRC Food v7, uznawana przez handel międzynarodowy i zgodna z wytycznymi Global Food Safety Initiative. Obejmuje m.in. ocenę pomieszczeń produkcyjnych, systemów operacyjnych i procedur.
- BRC 8 – opublikowany 1 sierpnia 2018; obowiązuje od 1 lutego 2019[2].

## Systemy powiązane z BRC
British Retail Consortium współpracuje z innymi instytucjami nad standardami dla firm usługowych działających w sektorze spożywczym – m.in. producentów opakowań, przewoźników czy dystrybutorów.
BRC/IOP – system opracowany wspólnie z Instytutem Opakowań (IOP) dla producentów opakowań mających kontakt z żywnością. BRC/IOP ustanawia międzynarodowy standard dotyczący bezpieczeństwa i jakości opakowań. Certyfikacja BRC/IOP umożliwia firmom optymalizację procesów, ograniczenie liczby kontroli oraz uzyskanie uznania w handlu międzynarodowym. System ma na celu zapewnienie zgodności z wymaganiami prawnymi i higienicznymi dotyczącymi materiałów opakowaniowych.